# Bambusa vulgaris
Espèce

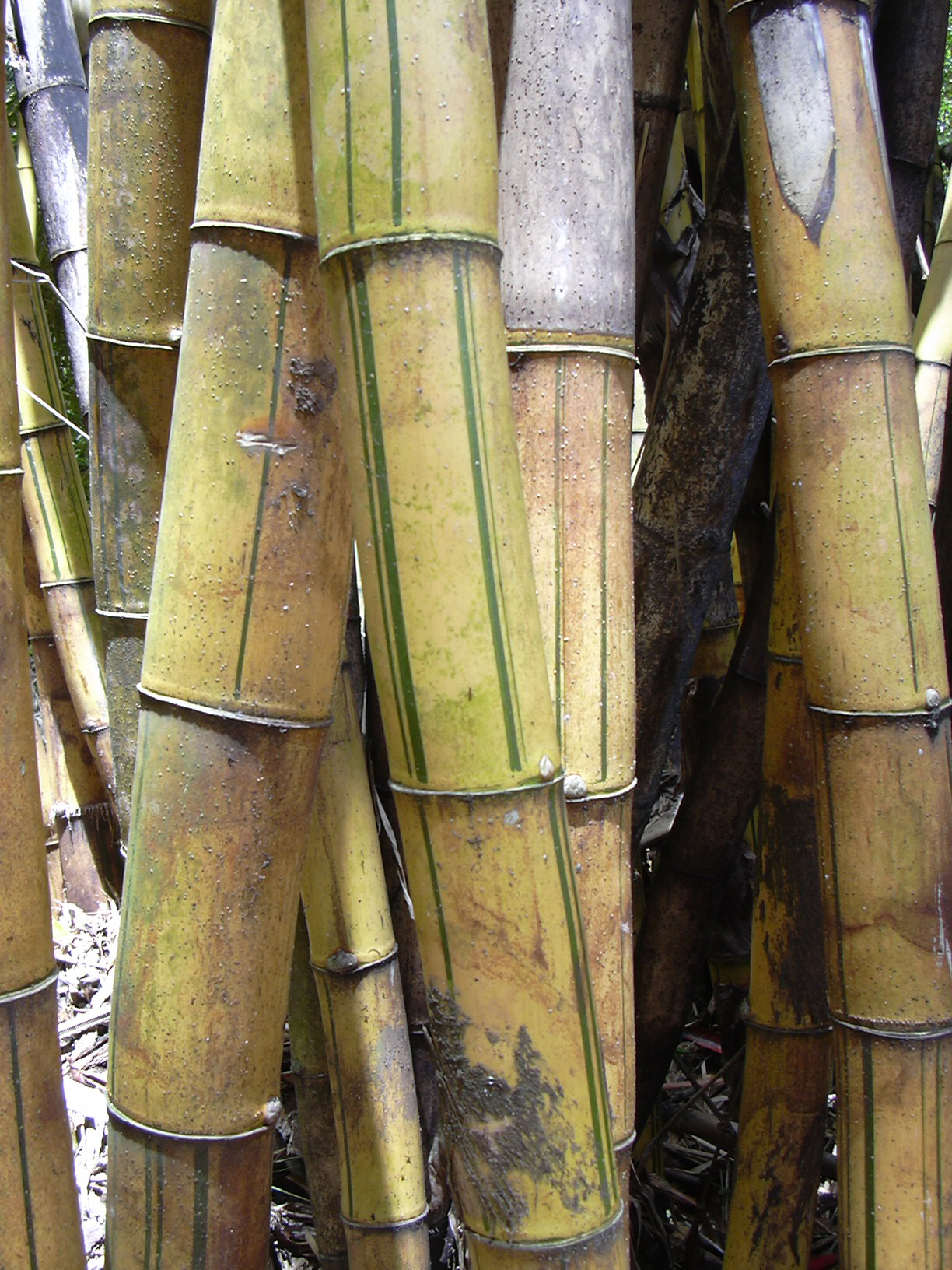
Gros plan sur les tiges.

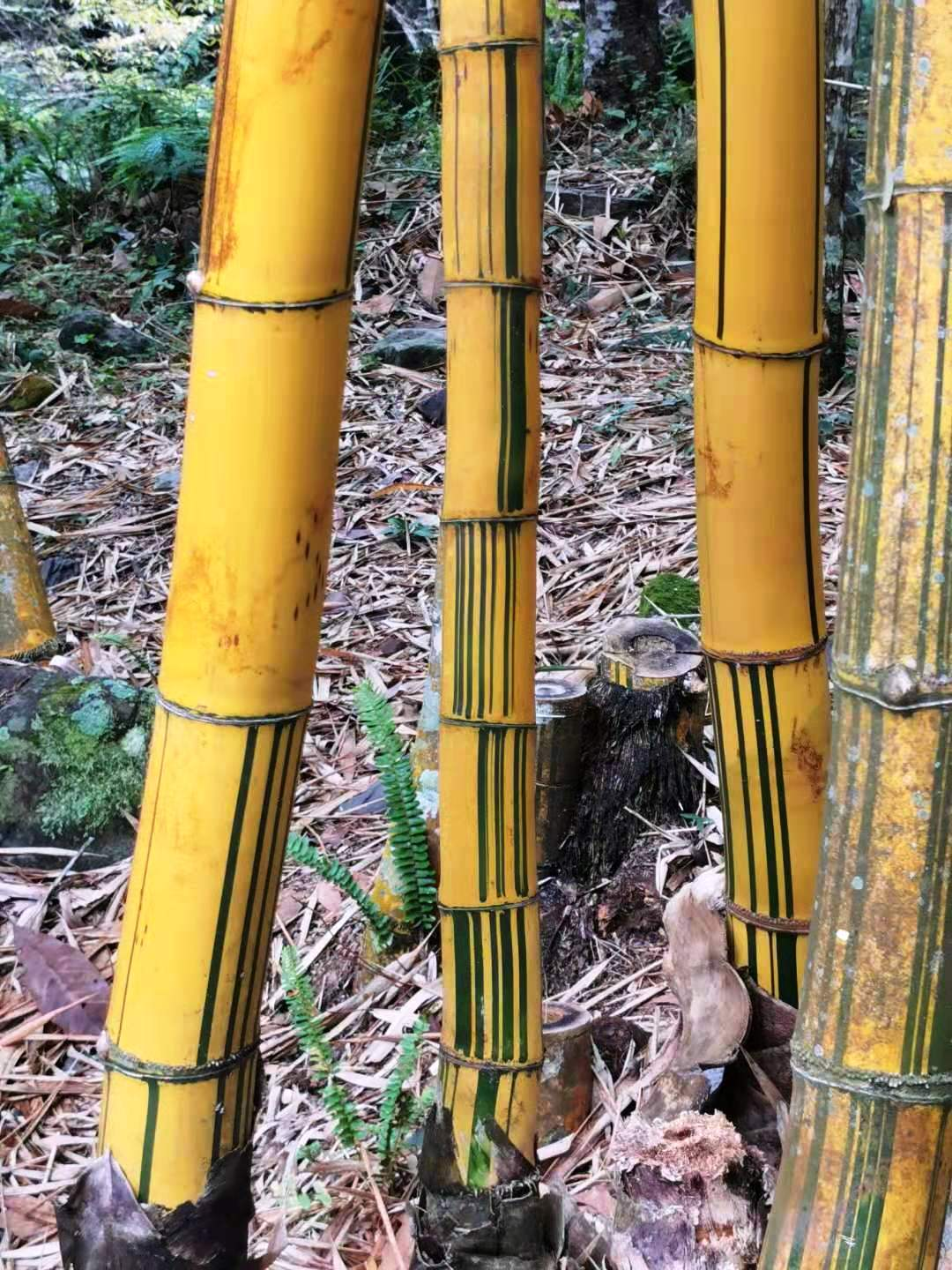

Bambusa vulgaris, le bambou commun, est une espèce de plantes monocotylédones de la famille des Poaceae (graminées), sous-famille des Bambusoideae, originaire de Chine.

## Description

### Aspect général
Bambusa vulgaris développe des tiges très robustes qui peuvent atteindre 15 mètres de haut et  5 à 9 cm de diamètre, droites et dressées à la base et légèrement tombantes à l'apex. Les entrenœuds, longs de 20 à 30 cm, présentent des stries longitudinales et sont de couleur vert foncé dans les populations naturelles.
Deux des cultivars les plus utilisés dans les jardins, cv Bambusa vulgaris 'Vittata' et cv Bambusa vulgaris 'Wamin' présentent des caractéristiques différentes, Les entrenœuds sont de couleur jaunes avec des rayures vertes chez le premier et plus courts et plus élargis à la base qu'en général chez le deuxième.

### Feuilles et fleurs
Les feuilles et les inflorescences se développent en groupes compacts à partir des nœuds.

#### Feuilles
Les feuilles sont typiquement lancéolées et glabres sur les deux faces. Elles mesurent de 10 à 30 cm de long et de 1,3 à 2,5 cm de large.

#### Fleurs
Les inflorescences sont des pseudo-épillets lancéolés et bifides de 2 à 3,5 mm de long sur 0,4 à 0,5 mm de large. Les floraisons sont massives et rares, et entraînent la mort de l'individu.

## Appellations
Étymologie
Le nom générique « Bambusa » est une forme latinisée  d'un terme vernaculaire malais, bambú.
Noms vernaculairesbambou, bambou de Chine, grand bambou, bambou roseau, bois bambou.

## Distribution
L'aire de répartition originelle de Bambusa vulgaris se situe en Chine, dans la région du Yunnan.
L'espèce s'est naturalisée dans presque tous les continents, en particulier en Amérique du Nord (États-Unis : Floride, Texas), en Amérique du Sud (Brésil), dans les Antilles et en Amérique centrale (Cuba, Hispaniola, Jamaïque, Costa Rica).
C'est une plante cultivée notamment aux Îles Canaries (Espagne), en Chine, aux Philippines, au Brésil, au Costa Rica et aux États-Unis.

### Caractère envahissant
L'espèce peut être envahissante. C'est le cas de la Nouvelle-Calédonie, où elle a été largement dispersée par l'homme. Dans les communautés kanak, elle était utilisée pour la construction, la décoration et la confection d'objets tels que des peignes, des récipients, des tuyaux, des radeaux et des agendas (bambous gravés).

## Taxinomie
La première description de l'espèce Bambusa vulgaris a été attribuée à Heinrich Adolf Schrader par le botaniste allemand, Johann Christoph Wendland,  dans son ouvrage Collectio plantarum tam exoticarum quam indigenarum 2:26, pl.47, publié en 1808.

### Liste des sous-espèces et variétés
Selon Tropicos (12 novembre 2016) (Attention liste brute contenant possiblement des synonymes) :
- sous-espèce Bambusa vulgaris cv vittata (Rivière & C. Rivière) McClure
- sous-espèce Bambusa vulgaris cv vulgaris
- sous-espèce Bambusa vulgaris cv wamin McClure
- variété Bambusa vulgaris var. aureovariegata Beadle in Bailey
- variété Bambusa vulgaris var. latiflora Balansa
- variété Bambusa vulgaris var. striata (Lodd. ex Lindl.) Gamble
- variété Bambusa vulgaris var. vittata Rivière & C. Rivière
- variété Bambusa vulgaris var. vulgaris

## Cultivars
On peut distinguer au moins trois groupes de cultivars de Bambusa vulgaris :
- plantes aux tiges vertes ;
- bambous dorées (plantes aux tiges jaunes) : plantes toujours à tiges jaunes présentant souvent des rayures vertes d'intensité variable ; habituellement, les tiges ont des parois plus épaisses que celles du groupe aux tiges vertes. Ce groupe est souvent désigné comme Bambusa vulgaris var. striata ;
- bambous  « ventre de Bouddha » : plantes aux tiges vertes, pouvant atteindre 3 m de long avec un diamètre de 1 à 3 cm , aux entre-nœuds renflés de 4 à 10 cm de long dans la partie inférieure. Ce groupe est souvent désigné comme Bambusa vulgaris var. wamin.

Les cultivars les plus répandus sont les suivants :
- 'Aureovariegata' (Bambusa vulgaris  var.aureovariegata Beadle[13]) : aux tiges jaune doré rayées de vert, parfois en  lignes très fines[12], c'est la variété de Bambusa vulgaris la plus commune ;
- 'Striata' (Bambusa vulgaris var. striata (Lodd. ex Lindl.) Gamble[13]) : variété courante, plus petite en taille que les autres variétés, aux entre-nœuds jaune vif et un marquage aléatoire de bandes longitudinales vert clair et vert foncé[14] ;
- 'Wamin' (Bambusa vulgaris  f. waminii T.H.Wen[13]) : plus petite que les autres variétés, avec des entre-nœuds courts et aplatis. Le bambou 'Wamin' est répandu dans toute l'Asie de l'Est, du Sud-Est et en Asie du Sud[14] ; les entre-nœuds renflés à la base lui donnent une apparence unique[15] ;
- 'Vittata' (Bambusa vulgaris  f. vittata  (Rivière & C.Rivière) McClure[13]) : variété commune qui pousse jusqu'à 12 mètres de haut, elle présente des rayures vertes en forme de code-barres[12] ;
- 'Kimmei' : tiges jaunes rayées de vert[12] ;
- 'Maculata' : tiges vertes tachetées de noir, virant souvent au noir en vieillissant[12] ;
- 'Wamin Striata' : pousse jusqu'à 5 mètres de haut, vert clair avec des rayures vert foncé, aux entre-nœuds inférieurs renflés[12].

## Toxicité
On a identifié dans les jeunes pousses de Bambusa vulgaris des glucosides cyanogénétiques et des substances dérivées, telle que la taxiphylline. Ce composé, qui agit comme inhibiteur enzymatique quand il est libéré dans le corps humain , est toxique pour l'homme en cas de consommation en tant qu'aliment ou complément alimentaire selon l'Autorité européenne de sécurité des aliments.
La taxiphylline se décompose facilement dans l'eau bouillante.
Cette substance est fortement toxique, sa dose létale chez l'homme est d'environ 50 à 60 mg.
Une dose de 25 mg de glycosides cyanogénétiques donnée à des rats (100 à 120 g de poids corporel) a provoqué des signes cliniques de toxicité, dont apnée, ataxie et parésie.
Des chevaux ont été diagnostiqués en 2006 dans l'État de Pará (Brésil), avec des signes cliniques de somnolence et d'ataxie grave après l'ingestion de feuilles de Bambusa vulgaris ,.
En Afrique, des agriculteurs préfèrent parfois acheter ce bambou plutôt que le planter, car ils le croient nuisible pour le sol.